# Județul Krosno Odrzańskie
Județul Krosno Odrzanskie (poloneză Powiat krośnieński) este o unitate de administrare teritorială și de administrație locală (powiat), în Voievodatul Lubusz, vestul Poloniei , pe frontiera germană. Aceasta a luat ființă la 1 ianuarie 1999, ca urmare a reformelor poloneze locale adoptate în 1998. Sediul administrativ este orașul Krosno Odrzanskie , care se află la 30 km (19 km) la vest de Zielona Góra și 79 km (49 km) la sud de Gorzow Wielkopolski. Singurul oraș din județ este Gubin, situat la granița germană 28 km (17 km) la vest de Krosno Odrzanskie.
Județul are o suprafață de 1390 km pătrați (536.7 sq mi). Începând cu anul 2006 populația totală este de 56463, din care populația Gubinului este de 16974, Krosno Odrzanskie este de 12.100, iar populația rurală este de 27389 persoane.
Județul Krosno Odrzanskie se mărginește cu județul Słubice la nord-vest, județul Sulęcin la nord, județul Świebodzin la nord-est, județul Zielona Góra la est și județul Żary la sud. Se învecinează, de asemenea cu Brandenburg din Germania la vest.

## Zone administrative
Județul este împărțit în șapte comune (una urbană, una rurală și cinci urban-rurale). Acestea sunt prezentate în tabelul de mai jos, în ordinea descrescătoare populației.
| Comună'                      | Tip          | Zonă (km²) | Populație (2006) | Sediu             |
| Comuna Krosno Odrzańskie     | urban-rurală | 211.5      | 18,496           | Krosno Odrzańskie |
| Gubin                        | urbană       | 20.7       | 16,974           |                   |
| Comuna Gubin                 | rurală       | 379.7      | 7,249            | Gubin *           |
| Comuna Dąbie                 | rurală       | 170.0      | 5,068            | Dąbie             |
| Comuna Bobrowice             | rurală       | 185.1      | 3,113            | Bobrowice         |
| Comuna Maszewo               | rurală       | 213.6      | 2,958            | Maszewo           |
| Comuna Bytnica               | rurală       | 208.7      | 2,605            | Bytnica           |
| * seat not part of the gmina |              |            |                  |                   |